# Locomotiva FNM 270
Le locomotive gruppo 270 delle Ferrovie Nord Milano erano un gruppo di locomotive a vapore realizzate in 7 unità fra il 1888 e il 1902, e destinate alla trazione di convogli merci. Furono le prime locomotive italiane dotate di surriscaldatore di vapore.

## Storia
Le prime due unità, immatricolate 71 e 72, furono costruite dalla Maschinenfabrik Esslingen per la Società per la Ferrovia Novara-Seregno nel 1888; simili alle unità 61 e 62 delle FNM, se ne distinguevano per il meccanismo di distribuzione interno e le casse dell'acqua poste ai lati della caldaia.
Nel 1897 le FNM ne fecero costruire altre due unità (matricole 73 e 74) dalle Costruzioni Meccaniche di Saronno, e altre tre unità (75÷77) nel 1902 dalla Esslingen, che differivano dalle precedenti per la presenza del surriscaldatore, il quale permise di incrementare la potenza da 580 a 650 CV. Entro il 1930 anche le unità 71÷74 furono dotate del surriscaldatore.
Classificate inizialmente nella serie 71 ÷ 77, assunsero la classificazione definitiva 270.01 ÷ 07 nel 1937.
Queste macchine ebbero una lunga carriera, conclusasi il 29 aprile 1971 con l'accantonamento dell'ultima unità (la 270.04). Tale unità venne in seguito restaurata, e dal luglio 1985 è conservata come monumento nel deposito FNM di Novate Milanese.

## Riproduzione modellistica
Negli anni sessanta, la locomotiva FNM 270 fu riprodotta in scala H0 dalla Rivarossi.

## Prospetto delle unità[6]
| Numerazione originaria | Numerazione definitiva | Denominazione | Anno di costruzione | Costruttore                       | N. costruzione | Note                         |
| ---------------------- | ---------------------- | ------------- | ------------------- | --------------------------------- | -------------- | ---------------------------- |
| 71                     | 270.01                 | Novara        | 1888                | Kessler                           | 2293           | Acquisita nel 1894 dalle FNM |
| 72                     | 270.02                 | Busto         | 1888                | Kessler                           | 2292           | Acquisita nel 1894 dalle FNM |
| 73                     | 270.03                 | Castellanza   | 1897                | Costruzioni Meccaniche di Saronno | 95             |                              |
| 74                     | 270.04                 | Seregno       | 1897                | Costruzioni Meccaniche di Saronno | 96             |                              |
| 75                     | 270.05                 | Galliate      | 1902                | Kessler                           | 3228           |                              |
| 76                     | 270.06                 | Castano       | 1902                | Kessler                           | 3229           |                              |
| 77                     | 270.07                 | Turbigo       | 1902                | Kessler                           | 3230           |                              |